# 恰尔坦
恰尔坦（Chalthan），是印度古吉拉特邦Surat县的一个城镇。总人口12746（2001年）。

## 人口
该地2001年总人口12746人，其中男性7281人，女性5465人；0—6岁人口1813人，其中男947人，女866人；识字率71.27%，其中男性为77.93%，女性为62.40%。